# Уильямсберг (округ)
Округ Уильямсберг (англ. Williamsburg County) располагается в штате Южная Каролина, США. Административным центром является город Кингстри — крупнейший населённый пункт округа по числу жителей.
По состоянию на 2010 год, численность населения округа составляла 34 423 человек.

## История
Округ Уильямсберг был официально образован в 1871 году. 

## География
В соответствии с данными указанными на сайте центрального статистического органа страны — Бюро переписи населения США, общая площадь округа равняется 2426,832 км2, из которых 2419,062 км2 занимает суша и 7,770 км2 или 0,32% приходится на водную поверхность.

## Население
По данным переписи населения 2000 года в округе проживает 37 217 жителей в составе 13 714 домашних хозяйств и 10 052 семей. Плотность населения составляет 15,00 человек на км2. На территории округа насчитывается 15 552 жилых строений, при плотности застройки около 6,00-ти строений на км2. Расовый состав населения: белые — 66,26 %, афроамериканцы — 32,74 %, коренные американцы (индейцы) — 0,16 %, азиаты — 0,20 %, гавайцы — 0,00 %, представители других рас — 0,16 %, представители двух или более рас — 0,48 %. Испаноязычные составляли 0,73 % населения независимо от расы.

Возраст жителей округа Уильямсберг в 2006 году

В составе 34,50 % из общего числа домашних хозяйств проживают дети в возрасте до 18 лет, 46,30 % домашних хозяйств представляют собой супружеские пары проживающие вместе, 22,40 % домашних хозяйств представляют собой одиноких женщин без супруга, 26,70 % домашних хозяйств не имеют отношения к семьям, 24,90 % домашних хозяйств состоят из одного человека, 10,40 % домашних хозяйств состоят из престарелых (65 лет и старше), проживающих в одиночестве. Средний размер домашнего хозяйства составляет 2,69 человека, и средний размер семьи 3,22 человека.
Возрастной состав округа: 28,60 % моложе 18 лет, 9,00 % от 18 до 24, 25,70 % от 25 до 44, 23,60 % от 45 до 64 и 23,60 % от 65 и старше. Средний возраст жителя округа 36 лет. На каждые 100 |женщин приходится 87,90 мужчин. На каждые 100 женщин старше 18 лет приходится 81,50 мужчин.
Средний доход на домохозяйство в округе составлял 24 214 USD, на семью — 30 379 USD. Среднестатистический заработок мужчины был 26 680 USD против 18 202 USD для женщины. Доход на душу населения составлял 12 794 USD. Около 23,70 % семей и 27,90 % общего населения находились ниже черты бедности, в том числе — 36,10 % молодёжи (тех, кому ещё не исполнилось 18 лет) и 25,90 % тех, кому было уже больше 65 лет.